# Episodi di Tutto in famiglia (quinta stagione)
La quinta stagione della sitcom Tutto in famiglia è andata in onda negli Stati Uniti dal 21 settembre 2004 al 17 maggio 2005 sul canale ABC. La serie non è stata rinnovata per una sesta stagione per un indice basso di spettatori.
In Italia invece è stata trasmessa dal 25 luglio al 17 ottobre 2005 su Fox Life, mentre in chiaro su Italia 1 dal 4 settembre al 6 ottobre 2006
| nº | Titolo originale           | Titolo italiano                      | Prima TV USA      | Prima TV Italia |
| -- | -------------------------- | ------------------------------------ | ----------------- | --------------- |
| 1  | Fantasy Camp (1)           | La partita dei tuoi sogni - 1ª parte | 21 settembre 2004 | 25 luglio 2005  |
| 2  | Fantasy Camp (2)           | La partita dei tuoi sogni - 2ª parte | 21 settembre 2004 | 2005            |
| 3  | Childcare Class            | Il corso di puericultura             | 28 settembre 2004 | 2005            |
| 4  | Class Reunion              | Riunione di classe                   | 5 ottobre 2004    | 2005            |
| 5  | The Fellowship of the Baby | Il bambino magico                    | 12 ottobre 2004   | 2005            |
| 6  | Poker Face                 | Faccia da poker                      | 19 ottobre 2004   | 2005            |
| 7  | The Proposal               | La proposta                          | 9 novembre 2004   | 2005            |
| 8  | Restaurant Wars            | Il ristorante di Jay                 | 16 novembre 2004  | 2005            |
| 9  | The Return of Bobby Shaw   | Il ritorno di Bobby Shaw             | 23 novembre 2004  | 2005            |
| 10 | The Wedding                | Il matrimonio                        | 30 novembre 2004  | 2005            |
| 11 | Careful What You Wish For  | Ogni desiderio è un ordine           | 11 dicembre 2004  | 2005            |
| 12 | They Call Me El Foosay     | Lo chiamavano El Goleador            | 18 gennaio 2005   | 2005            |
| 13 | Study Buddy                | L'Esame di Psicologia                | 25 gennaio 2005   | 2005            |
| 14 | Sweetheart's Day           | Il Giorno dell'Amata                 | 1º febbraio 2005  | 2005            |
| 15 | Silence is Golden          | Il silenzio è d'oro                  | 8 febbraio 2005   | 2005            |
| 16 | Bahamas (1)                | Vacanze alle Bahamas - 1ª parte      | 15 febbraio 2005  | 2005            |
| 17 | Bahamas (2)                | Vacanze alle Bahamas - 2ª parte      | 15 febbraio 2005  | 2005            |
| 18 | The Remodel                | La ristrutturazione                  | 1º marzo 2005     | 2005            |
| 19 | Michael Joins a Gym        | Michael va in palestra               | 8 marzo 2005      | 2005            |
| 20 | Celibacy                   | La separazione                       | 15 marzo 2005     | 2005            |
| 21 | Jr's Cartoon               | I fumetti di Junior                  | 29 marzo 2005     | 2005            |
| 22 | Michael's Sandwich         | Il sandwich di Michael               | 12 aprile 2005    | 2005            |
| 23 | Graduation Day             | Una laurea sofferta                  | 26 aprile 2005    | 2005            |
| 24 | Michael Sells the Business | Il colpo grosso di Michael           | 3 maggio 2005     | 2005            |
| 25 | RV Dreams                  | Il record                            | 10 maggio 2005    | 2005            |
| 26 | The "V" Story              | La vasectomia                        | 17 maggio 2005    | 2005            |

## La partita dei tuoi sogni - 1ª parte
- Titolo originale: Fantasy Camp (1)
- Diretto da: Dean Lorey
- Scritto da: Don Reo e Kerry Parker

### Trama
Michael sta per partecipare a "la partita dei tuoi sogni" ed è ossessionato dalla sfida che terrà con Michael Jordan, dalla quale crede di uscire vincitore. La manifestazione si tiene a Las Vegas e vi si reca anche tutta la famiglia. Arrivati in hotel, dopo incontri e inconvenienti, Michael trova la camera di Jordan.
- Altri interpreti: Noah Gray-Cabey (Franklin Aloysius Mumford), Andrew McFarlane (Tony Jeffers), Brooklyn Sudano (Vanessa Scott), Wayne Newton (se stesso), Nick von Esmarch (Bob Slobadonnapopovitch), J.P. Manoux (Steve), Dom Irrera (Cameriere)

## La partita dei tuoi sogni - 2ª parte
- Titolo originale: Fantasy Camp (2)
- Diretto da: Dean Lorey
- Scritto da: Don Reo e Kerry Parker

### Trama
La famiglia Kyle si è ambientata bene a Las Vegas: Jay non vede l'ora di vincere alle slot machine e ai giochi d'azzardo e chiede a Franklyn una mano, anche se quest'ultimo non può entrare nei casinò per via dell'età; Claire e Tony si vogliono sposare per poter fare sesso senza peccare, ma poi ci ripensano; Junior per vedere il mago lascia Kady con una "baby sitter" improvvisata e Michael, che ha rubato le scarpe di Michael Jordan, lo affronta e, nonostante la figuraccia subita, imparerà qualcosa.
- Altri interpreti: Noah Gray-Cabey (Franklin Aloysius Mumford), Andrew McFarlane (Tony Jeffers), Michael Jordan (se stesso), Al Sharpton (Reverendo Al), Robert Shapiro (se stesso), Nick von Esmarch (Bob Slobadonnapopovitch), J.P. Manoux (Steve), Virginia Williams (Bambi), Alan Thicke (Mago Harry Blacktop Jackson), Larry Weissman (Croupier del blackjack), John "Red" Kerr (Annunciatore)

## Il corso di puericultura
- Titolo originale: Childcare Class
- Diretto da: Kim Wayans
- Scritto da: Rodney Barnes

### Trama
Junior e Vanessa invitano i propri genitori a partecipare a un corso di puericultura per ricevere un certificato che dichiari che siano nonni in piena regola. Michael, al contrario degli altri non è d'accordo sulle teorie del corso e finisce per essere espulso. Junior e Vanessa non gradiscono la cosa, ma Michael saprà prendersi cura del nipotino con ottimi risultati.
- Altri interpreti: Noah Gray-Cabey (Franklin Aloysius Mumford), Brooklyn Sudano (Vanessa Scott), Lester Speight (Calvin Scott), Ella Joyce (Jasmine Scott), Kim Coles (Sig.ra Lane), Gloria LeRoy (Anziana al corso), Charles C. Stevenson Jr. (Anziano al corso)

## Riunione di classe
- Titolo originale: Class Reunion
- Diretto da: Damien Wayans
- Scritto da: Craig Wayans e Damien Dante Wayans

### Trama
Jay è ansiosa di rivedere tutti i suoi ex compagni di classe, coi quali ha organizzato un'uscita, ma al contrario Michael è indifferente e non vuole di certo vedere Bobby Shaw, ex di Jay e suo nemico. Franklin cura la mano ferita di Calvin e quest'ultimo, per sdebitarsi, lo aiuta a difendersi da un gruppo di bulletti.
- Altri interpreti: Noah Gray-Cabey (Franklin Aloysius Mumford), Lester Speight (Calvin Scott), Katt Williams (Bobby Shaw), Susie Castillo (Sharon), Lisa K. Wyatt (Bunny), Jim Blanchette (Skippy), Dot-Marie Jones (Toni), Taylor Lautner (Tyrone), Eugene Goring II (Macheste), Charlie Stewart (Jamel), Lou George (Uomo)

## Il bambino magico
- Titolo originale: The Fellowship of the Baby
- Diretto da: Damien Dante Wayans
- Scritto da: Damien Dante Wayans

### Trama
Junior non sopporta più il bambino che, oltre a essere impegnativo, non lo fa dormire. Michael decide di usare il trucco del bambino magico per far capire al figlio quanto il bambino sia speciale, ma Junior diventa fin troppo intelligente e presuntuoso. Kady ricatta Claire perché non faccia la spia riguardo alle sue uscite segrete con Tony.
- Altri interpreti: Noah Gray-Cabey (Franklin Aloysius Mumford), Brooklyn Sudano (Vanessa Scott)

## Faccia da poker
- Titolo originale: Poker Face
- Diretto da: Damien Dante Wayans
- Scritto da: Valencia Parker

### Trama
È la serata del poker a casa Kyle e tutti i maschi della famiglia si riuniscono per giocare, nel frattempo passa Jay e Junior le chiede se si vuole unire a loro, quest'ultima accetta, ma gli altri non sono affatto contenti. Michael decide di vendicarsi interferendo con gli hobby della moglie, come il gruppo di lettura. Kady è gelosa delle numerose attenzioni della famiglia per il nipotino Junior-Junior, ma quando rimane da sola con lui, finisce per affezionarsi.
- Altri interpreti: Noah Gray-Cabey (Franklin Aloysius Mumford), Andrew McFarlane (Tony Jeffers), Brooklyn Sudano (Vanessa Scott), Lester Speight (Calvin Scott), Rolonda Watts (Angeline Boudreaux), Jill Lover (Donna #1), Tracey Costello (Donna #2), Tam Nguyen (Amica di Jay)

## La proposta
- Titolo originale: The Proposal
- Diretto da: Guy Distad
- Scritto da: Kerry Parker

### Trama
Junior vuole fare a Vanessa la sua proposta di matrimonio, ma ogni volta che sta per dichiararsi viene interrotto da qualcuno o qualcosa. Intanto Michael e Janet si preparano alla sfida di canto tra loro che si terrà in un locale.
- Altri interpreti: Noah Gray-Cabey (Franklin Aloysius Mumford), Brooklyn Sudano (Vanessa Scott), Rick Overton (M.C.), Aydiee Vaughn (Donna al Karaoke), Joseph Plewa (Uomo)

## Il ristorante di Jay
- Titolo originale: Restaurant Wars
- Diretto da: Damien Dante Wayans
- Scritto da: Lisa D. Hall

### Trama
Jay ha deciso di aprire un ristorante, Michael è riluttante al riguardo e crede che sarà un fiasco, ma Janet è lanciata e una volta convinti i ragazzi non rimane che aprire i battenti. Il Ristorante "Jay's Soul Kitchen" dovrà fronteggiare il ristorante cinese di fronte che vanta numerose vittorie contro altri ristoranti in una sfida alla pubblicità e alla convenienza.
- Altri interpreti: Noah Gray-Cabey (Franklin Aloysius Mumford), Brooklyn Sudano (Vanessa Scott), Lester Speight (Calvin Scott), Lauren Tom (Annie Hoo), Peter Kwong (Eddie Hoo), Donny Galland (Ragazzo), Larry Udi (Uomo)

## Il ritorno di Bobby Shaw
- Titolo originale: The Return of Bobby Shaw
- Diretto da: Damien Dante Wayans
- Scritto da: Craig Wayans e Damien Dante Wayans

### Trama
Junior viene raggirato da Bobby Shaw, storico nemico di Michael, che gli fa firmare un contratto nel quale viene espresso che Junior è legato a Bobby e per ogni dollaro guadagnato dal figlio di Michael, Bobby ne avrà due. Ci penserà Michael a sfidare Bobby e a salvare il figlio. Janet propone a Claire di frequentare insieme il corso di yoga, ma poi s'ingelosisce a causa del feeling che si crea tra la figlia e l'affascinante istruttore.
- Altri interpreti: Noah Gray-Cabey (Franklin Aloysius Mumford), Kool Moe Dee (se stesso), Flavor Flav (se stesso), Special Ed (se stesso), MC Lyte (se stessa), Katt Williams (Bobby Shaw), Terrell Tilford (Rama), Dot-Marie Jones (Toni)

## Il matrimonio
- Titolo originale: The Wedding
- Diretto da: Dean Lorey
- Scritto da: Rodney Barnes

### Trama
Junior e Vanessa, prossimi al matrimonio, accettano l'offerta di Michael e Jay, che si propongono per organizzarlo; ma i due coniugi si lasciano prendere un tantino la mano e Junior e Vanessa decidono di fare per conto proprio.
- Altri interpreti: Noah Gray-Cabey (Franklin Aloysius Mumford), Andrew McFarlane (Tony Jeffers), Brooklyn Sudano (Vanessa Scott), Lester Speight (Calvin Scott), Ella Joyce (Jasmine Scott), Jon Polito (Pastore)

## Ogni desiderio è un ordine
- Titolo originale: Careful What You Wish For
- Diretto da: Peter Filsinger
- Scritto da: Valencia Parker

### Trama
Jay sostiene che Michael non le dedica più tutte le attenzioni come una volta e, vedendo come è gentile Junior con Vanessa, si arrabbia col marito. Allora Michael decide di punire la moglie soffocandola di attenzioni. Franklin è in crisi a causa della sua bassa statura, ma Kady gli fa capire che lei gli vuole bene così com'è.
- Altri interpreti: Noah Gray-Cabey (Franklin Aloysius Mumford), Brooklyn Sudano (Vanessa Scott), Paul Hungerford (Cameriere)

## Lo chiamavano El Goleador
- Titolo originale: They Call Me El Foosay
- Diretto da: Guy Distad
- Scritto da: Kevin Knotts

### Trama
Vanessa compra a Junior un calcio balilla. Quest'ultimo, dopo averla battuta, continua a rinfacciarglielo. Michael decide di sfidare il figlio per ridimensionarlo e vince, ma quest'ultimo comincia a comportarsi come il figlio e arriva a pensare solamente al biliardino.
- Altri interpreti: Noah Gray-Cabey (Franklin Aloysius Mumford), Andrew McFarlane (Tony Jeffers), Brooklyn Sudano (Vanessa Scott), Lester Speight (Calvin Scott)

## L'Esame di Psicologia
- Titolo originale: Study Buddy
- Diretto da: Ron Moseley
- Scritto da: Kim Wayans

### Trama
L'esame si avvicina e Jay si sta facendo in quattro per studiare, ma è convinta che il professore ce l'abbia con lei per una cosa che ha detto. Michael decide di aiutarla a studiare attraverso la "viskyleogia", un metodo ideato da Michael, ma l'esame è un fiasco e Jay prende "F". Michael dovrà rimediare al suo errore. Kady diventa gelosa di una sua amica intelligente come Franklin che lega molto con lui, così comincia a comportarsi anche lei come una secchiona indossando persino un paio di enormi occhiali, ma Franklin la rassicura che le vuole bene così com'è.
- Altri interpreti: Noah Gray-Cabey (Franklin Aloysius Mumford), James Avery (Professor Tillman), Jillian Henry (Emerson)

## Il Giorno dell'Amata
- Titolo originale: Sweetheart's Day
- Diretto da: Ron Moseley
- Scritto da: Dean Lorey

### Trama
Jay si inventa una festa "dell'amata", alla quale aderiscono tutte le femmine della famiglia, per estorcere a Michael qualche diamante. Poco dopo quando Michael la chiama al telefono lei si comporta sgarbatamente e lui decide di adottare una tecnica per sapere cosa regalarle, che spiegherà anche agli altri maschi della famiglia. Alla fine, però, Janet sarà l'unica a non ricevere dei diamanti e quando Tony le spiega il trucco di Michael, si arrabbia tantissimo e rinfaccia al marito tutti i sacrifici che ha fatto per lui.
- Altri interpreti: Noah Gray-Cabey (Franklin Aloysius Mumford), Andrew McFarlane (Tony Jeffers), Brooklyn Sudano (Vanessa Scott), Virginia Williams (Commessa)

## Il silenzio è d'oro
- Titolo originale: Silence is Golden
- Diretto da: Kim Wayans
- Scritto da: Kim Wayans

### Trama
Jay sta per partire e recarsi a un ritiro di meditazione, e Michael, contento che se ne vada per un po', fa finta che gli dispiaccia che la moglie stia per partire, ma quest'ultima prenota anche per lui. Giunti a destinazione, Michael non fa altro che combinare disastri: cerca di entrare nel cottage di Jay per dormire con lei, ruba cibo durante l'ora di pranzo, uccide una mosca e infine rompe il voto di silenzio (per colpa di sua moglie) che Body, la guida del ritiro, aveva fatto promettere a lui e a tutti gli altri. Per tutte le sciocchezze di Michael, lui e Jay vengono cacciati da Body (poiché tutte le cose che Micheal ha fatto erano contro la promessa che ha fatto e Jay, per via del marito, ha avuto uno scatto di rabbia, rompendo il voto del silenzio).
- Altri interpreti: Noah Gray-Cabey (Franklin Aloysius Mumford), Jennifer Elise Cox (Nancy), T.J. Thyne (Bodhi), Luise Heath (Donna #1), Timothy McNeil (Uomo #1)

## Vacanze alle Bahamas - 1ª parte
- Titolo originale: Bahamas (1)
- Diretto da: Dean Lorey
- Scritto da: Don Reo

### Trama
I Kyle sono in vacanza alle Bahamas. Michael ha intenzione di rilassarsi, ma incontra un suo amico, Jimmy, decisamente appiccicoso e invadente, tant'è che Michael gli dice di lasciarli stare. Intanto Claire si ubriaca, Franklyn deve fare i conti col suo nemico e Junior litiga con Vanessa perché è stufo delle sue responsabilità di marito e padre.
- Altri interpreti: Noah Gray-Cabey (Franklin Aloysius Mumford), Andrew McFarlane (Tony Jeffers), Brooklyn Sudano (Vanessa Scott), David Alan Grier (Jimmy), Marcus Patrick (Dave), Christopher Lorey (Bambino)

## Vacanze alle Bahamas - 2ª parte
- Titolo originale: Bahamas (2)
- Diretto da: Dean Lorey
- Scritto da: Don Reo

### Trama
Mike e Jay sono rimasti in un'isola deserta dove ogni notte si alza la marea ma scoprono di non essere da soli. Junior scopre che il suo nuovo amico Dave è gay e così chiede scusa a Vanessa per averla lasciata sola con il bambino.
- Altri interpreti: Noah Gray-Cabey (Franklin Aloysius Mumford), Andrew McFarlane (Tony Jeffers), Brooklyn Sudano (Vanessa Scott), David Alan Grier (Jimmy), Marcus Patrick (Dave)

## La ristrutturazione
- Titolo originale: The Remodel
- Diretto da: James Wilcox
- Scritto da: Ron Zimmerman

### Trama
Jay spinge Michael a ristrutturare il garage in modo che sia più confortevole per Junior, Vanessa e il bambino. Mike, invece che chiamare un architetto, decide di fare tutto da solo col figlio, dopo settimane di lavoro il garage è ultimato ed è bellissimo, ma se lo prenderà lui, mente Junior, Vanessa e il bambino andranno a stare nella vecchia stanza di Junior. Kady copia una lettera d'amore da Claire, ma si scoprirà che non è l'unica della famiglia ad averlo fatto.
- Altri interpreti: Noah Gray-Cabey (Franklin Aloysius Mumford), Andrew McFarlane (Tony Jeffers), Brooklyn Sudano (Vanessa Scott), Dom Irrera (Woody Flores)

## Michael va in palestra
- Titolo originale: Michael Joins a Gym
- Diretto da: George O. Gore II
- Scritto da: Kim Wayans e Kevin Knotts

### Trama
Michael e Janet sono in un negozio di elettrodomestici quando incontrano un loro vecchio compagno del college, che è in gran forma, e fa pesare, con l'aiuto di Jay, il fatto che Mike si sia un po' indebolito a livello fisico. Michael decide di cominciare a frequentare la palestra per tornare in forma, ma volendo fare le stesse cose che fa il suo ex-compagno, finisce per farsi troppo male. Claire e Junior convincono la madre a smettere di criticare Michael e Janet gli dice di amarlo così com'è.
- Altri interpreti: Noah Gray-Cabey (Franklin Aloysius Mumford), Terry Crews (Daryl Scott), Casey Lee (Commesso)

## La separazione
- Titolo originale: Celibacy
- Diretto da: Vito Giambalvo
- Scritto da: Elvira Wayans

### Trama
Janet cerca di convincere Michael ad aderire a una astinenza dal sesso per sei mesi che consiglia il libro che sta leggendo, in modo da provocare un "tifone" al momento del termine dell'astinenza. Mike, ovviamente, non è d'accordo e invidia molto Junior dato che Vanessa vuole sempre fare sesso, anche se Junior è esausto.
- Altri interpreti: Noah Gray-Cabey (Franklin Aloysius Mumford), Brooklyn Sudano (Voce di Vanessa Scott), James Garrett (Voce narrante del documentario)

## I fumetti di Junior
- Titolo originale: Jr's Cartoon
- Diretto da: Randy Fletcher
- Scritto da: Kim Wayans

### Trama
Il fumetto di Junior sta avendo molto successo e quest'ultimo viene contattato da un canale televisivo per trasmettere "Tutto in Famiglia" (il fumetto di Junior). Michael decide di accompagnare il figlio all'incontro con il responsabile del canale, ma da avido qual è chiede cifre enormi e la società rifiuta Junior. Sentendosi in colpa per ciò che ha fatto, cercherà di rimediare. Tony è disperato perché Claire si sta stufando della loro relazione monotona, ma grazie all'incoraggiamento di Franklin, riesce a riconquistarla con un appassionato bacio.
- Altri interpreti: Noah Gray-Cabey (Franklin Aloysius Mumford), Andrew McFarlane (Tony Jeffers), Brooklyn Sudano (Vanessa Scott), Carlos Gómez (Fernando Torres), Lena Bouton (Nina Howie), Cindy Lu (Segretaria), Richard Pierre-Louis (Patrick McGuire)

## Il sandwich di Michael
- Titolo originale: Michael's Sandwich
- Diretto da: Damien Dante Wayans
- Scritto da: Dean Lorey

### Trama
Jay vuole andare a vedere i fiori di campo con Michael, ma quest'ultimo non ne ha voglia. Intanto, un amico gli fa sapere che si è liberato un posto per andare a giocare a golf, tutto pagato anche se ha poco tempo per prepararsi, ma gli si pone davanti qualsiasi tipo di contrattempo possibile.
- Altri interpreti: Noah Gray-Cabey (Franklin Aloysius Mumford), Andrew McFarlane (Tony Jeffers), Brooklyn Sudano (Vanessa Scott), Suli McCullough (Danny), Kevin Rooney (Militare)

## Una laurea sofferta
- Titolo originale: Graduation Day
- Diretto da: Craig Wayans
- Scritto da: Aeysha Carr

### Trama
Janet sta per laurearsi, ma le capitano tutte le sfortune possibili e immaginabili, rendendo un disastro ogni cosa che fa o che fanno gli altri e quando ritira il diploma, ha il tocco e la toga ristretti, i capelli disordinati, la faccia rovinata da una crema per i cadaveri e un occhio nero ricevuto per sbaglio da Michael. Franklin commette l'errore di dare della "grassa" a Kady a causa della sua forte sincerità, ma poi riesce a fare pace con lei.
- Altri interpreti: Noah Gray-Cabey (Franklin Aloysius Mumford), Brooklyn Sudano (Vanessa Scott), John J. York (Uomo), Eddie Lamar Watkins (Rettore)

## Il colpo grosso di Michael
- Titolo originale: Michael Sells the Business
- Diretto da: Mattie Carruthers
- Scritto da: Kevin Rooney

### Trama
Michael è in trattativa con una società per vendere la "Kyle trasporti" ed è contento perché finalmente potrà passare un po' di tempo col nipotino a casa, ma quando sembra tutto fatto, la società compratrice fallisce e Mike ci rimane male, ma ecco che spunta una sua vecchia conoscenza.
- Altri interpreti: Katt Williams (Bobby Shaw)

## Il record
- Titolo originale: RV Dreams
- Diretto da: Damien Dante Wayans
- Scritto da: Kim Wayans e Kevin Knotts

### Trama
Michael e famiglia si apprestano a partire per il Grand Canyon a bordo di un camper. Sembra tutto normale, se non fosse per il fatto che Michael ha affittato quel camper per battere il record "Connecticut-Canyon" in meno di 37 ore, senza informarne la famiglia.
- Altri interpreti: Noah Gray-Cabey (Franklin Aloysius Mumford), Brooklyn Sudano (Vanessa Scott), Clint Culp (Impiegato del noleggio), Steven Tom (Voce narrante della VHS)

## La vasectomia
- Titolo originale: The "V" Story
- Diretto da: Tisha Campbell-Martin
- Scritto da: Kerry Parker

### Trama
Janet, dopo aver letto un articolo sul giornale di una donna di 67 anni rimasta incinta, chiede a Michael di sottoporsi alla vasectomia, per evitare ulteriori gravidanze, ma quest'ultimo è assolutamente spaventato e contrario all'idea. Quest'ultimo poi si lascia convincere, ma una volta arrivato all'ospedale scappa impaurito; tornato a casa dice a Jay che si è sottoposto all'intervento. Intanto Tony chiede a Claire un cappello, così che Dio possa vederlo, mentre Junior insegna a Vanessa una ninna nanna bizzarra per far dormire il piccolo Junior-Junior. Quando Janet e Michael stanno per fare l'amore lui si spaventa e le racconta tutto così Janet prende un appuntamento dal medico per farsi chiudere le tube. Dopo la visita di controllo Janet dice a Michael di non potersi sottoporre all'intervento perché è incinta.
- Altri interpreti: Noah Gray-Cabey (Franklin Aloysius Mumford), Andrew McFarlane (Tony Jeffers), Brooklyn Sudano (Vanessa Scott), Rochelle Aytes (Infermiera R. Aytes), Charlie Dell (Dr. Tremarella alias "Dottor Caffeina"), Dot-Marie Jones (Infermiera Tiffany), Lyle Kanouse (Uomo)